# Rich Text Format
El Rich Text Format (formato de texto enriquecido, a menudo abreviado como RTF) es un formato de archivo informático desarrollado por Microsoft en 1987 para el intercambio de documentos multiplataforma. La mayoría de los procesadores de texto pueden leer y escribir documentos RTF.
No debe confundirse con el enriched text (mimetype "text/enriched" de RFC 1896) o su predecesor Rich Text (mimetype "text/richtext" de RFC 1341 y 1521), que son especificaciones completamente diferentes.

## Historia
Richard Brodie, Charles Simonyi, y David Luebbert, miembros del equipo de desarrollo de Microsoft Word, crearon el RTF original a mediados de los años 1980. Su sintaxis se ve influenciada por el lenguaje de composición tipográfica TeX. La primera implementación de lectura y escritura de RTF se entrega en 1987 como parte de Microsoft Word 3.0 para Macintosh, que implementa la versión 1.0 de RTF. Todas las versiones posteriores de Microsoft Word para Macintosh y todas las versiones para Windows pueden leer y escribir en formato RTF.
Microsoft es el propietario de la propiedad intelectual y mantiene el formato. Publicada el 20 de marzo de 2008, la última versión es 1.9.1. De acuerdo con la documentación del kit de recursos de Office 2010, Microsoft ha dejado de implementar mejoras en el formato RTF. Además, algunas nuevas características de Word 2010 y versiones posteriores no se puede guardar correctamente en formato RTF.

### Cronología de versiones
- 1987: RTF 1.0
- Enero de 1994: RTF 1.3
- Abril de 1997: RTF 1.5
- Mayo de 1999: RTF 1.6
- Agosto de 2001: RTF 1.7
- Abril de 2004: RTF 1.8
- Marzo de 2008: RTF 1.9.1

## Ejemplos de código
Como ejemplo, el siguiente código RTF :
```
 {\rtf1\ansi{\fonttbl\f0\fswiss Helvetica;}\f0\pard
 Esto es un texto en {\b negrita}.\par
 }

```

se muestra así cuando es representado por un programa que soporta RTF:

Esto es un texto en negrita.
Llaves ({ y }) definen un grupo; los grupos pueden estar anidados. Una barra inversa (\) inicia un código de control. Un documento RTF válido es un grupo que comienza con el código de control \rtf.
En el ejemplo anterior, el código de control \b activa la negrita; el ejemplo utiliza un grupo para limitar el alcance del código de control en negrita. Todos los caracteres de texto se representa como texto sin formato. El código de control \par indica el final de un párrafo.

## Codificación de caracteres
RTF es un formato de 8 bits. Debido a ello tiene el mismo límite que ASCII, pero RTF puede codificar caracteres más allá de ASCII mediante secuencias de escape. Los caracteres escape son de dos tipos: escapes de página de código y escapes Unicode. En un escape de página de códigos, dos dígitos hexadecimales después de un apóstrofo se utiliza para denotar un carácter tomado de una página de códigos de Windows. Por ejemplo, si los códigos de control específicos de Windows-1256 están presentes, la secuencia \'c8 codifica la letra árabe beh (ب).
Si se requiere un escape Unicode, se usa el código de control \u, seguido por un entero decimal con signo de 16 bits que representa el código de carácter Unicode. Para aquellos programas que no soporten Unicode, se debe de especificar a continuación el carácter más parecido en esa página de códigos. Por ejemplo, \u1576? representa la letra árabe beh, especificando que los programas más antiguos que no tienen soporte de Unicode deben hacerlo como un signo de interrogación en su lugar.
El código de control \uc0 puede utilizarse para indicar que después de las secuencias de escape Unicode en el grupo actual no se especifica un carácter de sustitución. 

## Legibilidad por humanos
A diferencia de la mayoría de formatos de procesadores de textos, el código RTF bien formado puede ser legible por humanos. Cuando un archivo RTF se abre en un editor de texto, sin formateo o procesado de la información, el texto alfanumérico es legible y los elementos del lenguaje de marcado (formato) no distraen o son anti-intuitivos. Los archivos RTF producidos por la mayoría de los programas, como Microsoft Word (MS Word), contendrán un gran número de códigos de control para compatibilidad con los programas más antiguos tal que en la mayoría de los archivos ocuparán un orden superior al texto en bruto, lo que los hace muy difíciles de leer. Formatos de archivo como el .doc de MS Word, en contraste, son archivo binarios con solo unos trozos de texto legible.
Hoy en día, los formatos basados en XML, fáciles de leer por humanos, son cada vez más comunes. Sin embargo, durante el lanzamiento inicial de RTF, su nivel de legibilidad era rara entre los formatos de documento. Téngase en cuenta que los formatos basados en XML OpenDocument y Office Open XML a menudo no son inmediatamente legibles por humanos, porque son un conjunto de varios archivos diferentes dentro de un fichero ZIP.

## Usos comunes e Interoperatividad
La mayoría de los procesadores de texto actuales incorporan la importación y exportación al formato RTF, e incluso su edición directa, siendo a menudo el nexo de unión entre procesadores y sistemas operativos incompatibles. Estos factores contribuyen a su Interoperatividad.
En general, desde 1987, los archivos RTF pueden ser el camino de ida y vuelta entre muchos viejos y nuevos sistemas informáticos (y ahora a través de Internet) a pesar de las diferencias entre los sistemas operativos y sus versiones. Esto hace que sea un formato útil para los documentos básicos del texto con formato, tales como manuales, currículums, cartas y documentos de información modestos. Estos documentos tiene un soporte mínimo de formatos de texto en negrita, cursiva y subrayado, y de alineado a izquierda, derecha, centrado y justificado. Además, la especificación de las fuentes y los márgenes del documento se soportan en los documentos RTF.
Los valores por defecto de fuente y márgenes, así como preajustes de Estilo y otras funciones pueden variar con la configuración por defecto de cada programa. También puede haber sutiles diferencias entre las distintas versiones de la especificación de formato RTF con que se guarda el fichero y las que se implementan en los programas. Sin embargo, el formato RTF es lo suficientemente consistente de un ordenador a otro como para ser considerado de gran portabilidad y moderadamente aceptable para su uso en multiplataforma. Para una mayor coherencia entre equipos más modernos, un formato como PDF puede ser preferible, pero los archivos PDF no se distribuyen como documentos editables mientras que RTF sí.
A diferencia del formato DOC de Microsoft Word, así como los nuevos formatos Office Open XML y OpenDocument, RTF no admite macros. Por esta razón, RTF, se recomienda en lugar de estos formatos, cuando la propagación de Virus informáticos es una preocupación. Sin embargo, tener la extensión. RTF no garantiza que un archivo sea seguro, ya que Microsoft Word abre archivos DOC estándar con la extensión renombrada a RTF y ejecutará las macros incluidas, como de costumbre. La exploración manual de un archivo en un editor de texto como el Bloc de notas, o el uso del comando file en sistemas UNIX, es necesario para determinar si un archivo sospechoso es realmente RTF.
El editor WordPad de Microsoft Windows crea ficheros RTF por defecto. En su momento el formato por defecto era el de Microsoft Word 6.0, pero la escritura de este tipo de ficheros fue abandonado en una actualización de seguridad.
El editor de texto predeterminado para Mac OS X, TextEdit, también pueden ver, editar y guardar archivos RTF, así como archivo RTFD. Desde julio de 2009 TextEdit tiene una capacidad limitada para modificar los márgenes del documento RTF. Aplicaciones de tratamiento de textos para los antiguos Mac 68K como MacWrite y WriteNow son también capaces de ver, editar y guardar archivos RTF.
Los procesadores de texto libres y de código abierto AbiWord, LibreOffice, OpenOffice.org, KWord, y Bean son también capaces de ver, editar y guardar archivos RTF.
La aplicación de SIL International Toolbox para el desarrollo y publicación de diccionarios usa RTF como su documento de salida más común. Los ficheros RTF creados por Toolbox están diseñados para ser utilizados en Microsoft Word, pero pueden usarse en cualquier programa con soporte RTF.
RTF es un formato importante para los lectores de libros electrónicos debido a su interoperatividad, simplicidad, y bajo consumo de recursos de CPU, y algunos dispositivos, incluyendo BeBook, trabajan mejor con este formato.